# HK Gruber
HK Gruber (eigentlich Heinz Karl Gruber, * 3. Jänner 1943 in Wien) ist ein österreichischer Komponist, Chansonnier und Dirigent.

## Leben
Nach einer grundlegenden musikalischen Ausbildung bei den Wiener Sängerknaben von 1953 bis 1957 studierte Gruber von 1957 bis 1963 an der Wiener Musikhochschule die Fächer Horn, Kontrabass, Elektronische Musik, Filmmusik und Komposition, u. a. bei Alfred Uhl und Erwin Ratz und 1963 in der Meisterklasse bei Gottfried von Einem. Von 1963 bis 1969 war er als Kontrabassist Mitglied des Tonkünstler-Orchesters und von 1969 bis 1995 Mitglied des ORF Radiosymphonieorchesters. Bereits in den 1960er Jahren machte er sich einen Namen als Dirigent, so ab 1961 beim Ensemble „die reihe“, dessen künstlerischer Leiter er als Nachfolger von Friedrich Cerha im Jahr 1984 wurde. 1968 gründete er gemeinsam mit Kurt Schwertsik und Otto M. Zykan das Ensemble MOB art & tone Art. Er gastiert als Dirigent regelmäßig beim Klangforum Wien, dem Ensemble Modern, der London Sinfonietta, dem Scottish Chamber Orchestra und weiteren namhaften Klangkörpern. Zahlreiche CD-Veröffentlichungen, unter anderem mit dem Palast Orchester und dem Ensemble Modern, zeugen von der künstlerischen Vielseitigkeit Grubers.
HK Gruber ist mit der Künstlerin und Lyrikerin Franka Lechner verheiratet und lebt in Wien und Rosenburg (Niederösterreich).

## Auszeichnungen
- 1969 und 1978: Förderungspreis der Stadt Wien[1]
- 1970 und 1977: Förderungspreis der Theodor-Körner-Stiftung
- 1975 und 1979: Würdigungspreis für Musik des BMUKK
- 1989: Preis der Stadt Wien für Musik[2]
- 2002: Großer Österreichischer Staatspreis für Musik
- 2004: Silbernes Ehrenzeichen für Verdienste um das Land Wien[3]
- 2017: Goldenes Ehrenzeichen für Verdienste um das Land Wien

## Kompositionen

### Bühnenwerke
- Die Vertreibung aus dem Paradies (op. 17; 1966, revidiert 1979). Melodram. Libretto: Richard Bletschacher. UA: 1969 Wien
- Gomorra (1976, revidiert 1990/91). Ein musikalisches Spektakel. Libretto: Richard Bletschacher. UA: 1993 Wien
- Gloria von Jaxtberg oder Das Gegenteil von Wurst ist Liebe (1992/93). A pigtale (Kammeroper in zwei Teilen). Libretto: Rudolf Herfurtner. UA: 1994 Huddersfield.
- der herr nordwind. Oper. Libretto: H. C. Artmann. Auftragswerk des Herbert von Karajan Centrums Wien. UA: 12. Juni 2005 im Opernhaus Zürich, Dirigent: HK Gruber, Regie: Michael Sturminger.
- Geschichten aus dem Wiener Wald. Neuvertonung nach Ödön von Horváth. Libretto von Michael Sturminger. UA: 23. Juli 2014, Bregenzer Festspiele, Dirigent: HK Gruber, Regie: Michael Sturminger.[4] Wiener EA: Theater an der Wien, 14. März 2015.[5]

### Vokalkompositionen
- Frankenstein!! (1976/77). Ein Pandämonium für Chansonnier und Orchester. Texte: H. C. Artmann. UA: 25. November 1978 in Liverpool, Philharmonic Hall, Chansonnier: HK Gruber, Royal Liverpool Philharmonic Orchestra, Dirigent: Simon Rattle.[6]

### Orchesterwerke
- Concerto (1966) für Orchester op. 3
- Violinkonzert No. 1: ... aus schatten duft gewebt, für Violine und Orchester, 17'. UA: 20. September 1979, Berlin, überarbeitete Version UA: 20. Juli 1992, Stadthalle Palasport, Bozen.
- Rough Music (1982/83). Konzert für Schlagzeug und Orchester. UA: 1983, Schlagzeug: Gerald Fromme, Orchester des ORF. Schweizer EA: Oktober 1988, Schlagzeug: Dieter Dyk; Tonhalle-Orchester Zürich, Dirigent: Yoav Talmi.
- Nebelsteinmusik für Violine und Streicher, 16', UA: 10. Juli 1988, Festival in St. Florian.
- Konzert (1989) für Violoncello und Ensemble (kleines Orchester). UA: 3. August 1989 Tanglewood Music Center, Violoncello: Yo-Yo Ma; Boston Musica Viva, Dirigent: Richard Pittman.
- Aerial (1999), Konzert für Trompete und Orchester. UA: 29. Juli 1999, London (Royal Albert Hall), Trompete: Håkan Hardenberger, BBC Symphony Orchestra, Dirigent: Neeme Järvi.
- Hidden Agenda. UA: Luzern, Kultur- und Kongresszentrum, BBC Symphony Orchestra.
- Kurzgeschichten aus der Oper „Geschichten aus dem Wienerwald“ für Orchester, UA: vollständige Fassung 22. September 2022, Gewandhausorchester Leipzig Dirigent: Cristian Măcelaru

### Kammermusik
- Suite für 2 Klaviere, Bläser und Schlagzeug (1960)
- Trio gioco a tre für Klaviertrio op. 12 (1963)
- Bossa Nova op. 21 (1968)
- An einen Haushalt
- Die wirkliche Wut über den verlorenen Groschen für 5 Spieler (1972)
- Anagramm für 6 Celli (1987)
- 3 Mob Stücke für 7 Instrumente und Schlagzeug (1968, Version für Trompete und Orchester arr. 1999)

### Instrumentalmusik
- 4 Stücke für Violine Solo op. 11
- 6 Episoden (aus einer unterbrochenen Chronik) für Klavier, op. 20 (1966–67)
- Bossa Nova für Violine und Klavier, op. 21e
- Luftschlösser für Klavier (1981)
- Exposed Throat für Trompete

## CD-Veröffentlichungen
- Charming Weill. Dance Band Arrangements. Max Raabe, Palast Orchester; Dirigent: HK Gruber
- Roaring Eisler. Ensemble Modern, Dirigent: HK Gruber (1998)
- Die Dreigroschenoper. Mit Max Raabe, Nina Hagen u. a.; Ensemble Modern, Dirigent: HK Gruber (1999)
- Kurt Weill – Berlin im Licht. Ensemble Modern, Dirigent: HK Gruber

## Filmografie (Auswahl)
- 2018: Mackie Messer – Brechts Dreigroschenfilm

## Film
- Nicht nur Frankenstein. Der Komponist Heinz Karl Gruber. Dokumentarfilm, Österreich, 2014, 33:40 Min., Buch und Regie: Herbert Eisenschenk, Produktion: Vermeer-Film, ORF, Reihe: matinee, Erstsendung: 21. Juli 2014 bei ORF 2, Inhaltsangabe von ORF 2, (Memento vom 29. Juli 2014 im Internet Archive).